# Moritz Schlick
Moritz Schlick, s polnim imenom Friedrich Albert Moritz Schlick, nemško-avstrijski filozof in fizik, * 14. april 1882, Berlin, Nemčija, † 22. junij 1936, Dunaj, Avstrija.
Velja za enega najpomembnejših predstavnikov zgodnje analitično filozofske šole logičnega pozitivizma. Kot ostali predstavniki logičnega pozitivizma je Schlick poudarjal povezavo med filozofijo in sodobno znanostjo ter kategorično kritiziral vsako tradicionalno metafiziko. Najbolj je znan kot voditelj sklopa filozofsko-znanstvenih seminarjev znanih pod uradnim imenom Društvo Ernsta Macha, med širšo filozofsko srenjo bolj znano kot Dunajski krog.  
Schlick je usmerjal dejavnost krožka z izdajanjem filozofske revije Erkenntnis. Vrhunec delovanja krožka so predstavljala leta od 1927 do 1934, prihod nacistov pa je otežil njegovo delovanje. Leta 1936 je Schlicka na stopnišču univerze ustrelil duševno neuravnovešeni bivši študent, ki je hkrati simpatiziral z nacisti.
Z določanjem tem, programskim delovanjem krožka, številnimi prispevki ter samostojnimi filozofsko-znanstvenimi monografijami je vplival na nadaljnji razvoj analitične filozofije po razpadu krožka. 

## Zgodnje obdobje
Moritz Schlick je bil rojen v Berlinu v premožni meščanski družini, ki je pripadala protestantski veroizpovedi. Po šolanju na realki v Berlinu je študij nadaljeval na univerzah v v Heidelbergu, Laussani in končno na Humboldtovi univerzi v Berlinu. Prva zanimanja so torej pokrivala področja sodobne znanosti, matematike in posebno fizike. Leta 1904 je promoviral z nalogo s področja fizike na Univerzi v Berlinu pod mentorstvom fizika Maxa Plancka. Hkrati se je začel zanimati za filozofijo. Prvo delo s področja etike je razmeroma šibko, vendar razmeroma hitro poveže preko odkritja moderne logike nujnost po dosledni izgradnji znanstvene forme empirizma. Tradicionalnim formam empirizma je očital pomanjkljivosti, te pa je mogoče odpraviti le z upoštevanjem sodobnih ugotovitev na področju nove formalne logike in matematike. Začel je slediti pozitivističnim načelom, po katerih je mogoče sprejeti in upravičiti zgolj tiste izjave, ki se jih da logično utemeljiti ter verificirati z regresom na fundamentalno osnovno in najočitnejšo izjavo. 
Leta 1911 mu je uspelo pridobiti habilitacijo na Univerzi v Rostocku, kjer je poučeval do leta 1921. Poleg formalne logike, epistemologije, filozofije znanosti in filozofije matematike se je zanimal še za aktualne probleme v znanosti. Leta 1915 je objavil članek o Einsteinovi posebni teoriji relatvnosti. Tri leta kasneje je dosegel intelektualni preboj z delom »Obča teorija spoznanja« (Allgemeine Erkenntnislehre), razpravo naperjeno proti pozitivizmu prve generacije in kritiki novokantovskega vztrajanja na apriornih sintetičnih sodbah. Izjav, ki jih ni mogoče empirično upravičiti in jih ni mogoče izpeljati po logični poti, so brezpredmetne in prežitek tradicionalne metafizike, zato za Schlicka te izjave nimajo mesta v filozofiji in znanosti. To načelo je postalo tudi vodilo Dunajskega kroga.
Po Röstocku je še leto dni poučeval na Univerzi v Kielu, kjer pa je bil nezadovoljen s tamkajšnjo filozofsko in znanstveno srenjo, zato je leta 1922 sprejel povabilo Univerze na Dunaju.

## Dunajski krog
Na Dunaju se je seznanil z mnogimi filozofi in znanstveniki s katerimi je začel organizirati seminarje, ki so kasneje postali znani pod imenom Dunajski krog. Med najpomembnejšimi so bili Rudolf Carnap, Otto Neurath, Herbert Feigl, Hans Hahn, Victor Craft, Friedrich Waismann in mladi, a inovativni Kurt Gödel. V središču razprav je bil Wittgensteinov Logično filozofski traktat, ki je postal programsko vodilo krožka v prizadevanju za strogim formalizmom jezika in razmejitvi filozofije od neizrekljivega, tj. metafizičnega. Sodelovanje med Wittgensteinom in Schlickom je spodbudilo Wittgensteina, da se je po več kot deset letnem premoru vrnil med vodilno filozofsko srenjo.
Z delom »Vprašanja etike« je prepričal ostale člane krožka o pomembnosti ukvarjanja s problemi etike. Leta 1929 je izšlo skupno delo krožka, manifest z naslovom »Znanstvena zasnova sveta: Dunajski krog« (Wissenschaftliche Weltauffassung. Der Wiener Kreis) s posvetilom Moritzu Schlicku. Pri preverjanju znanstvenih domnev je bila pozornost krožka usmerjena na načelo verifikacije preden je Karl Popper namesto nje postavil v ospredje načelo falsifikacije.
Leta 1929 in 1932 je bil Schlick gostujoči profesor na Univerzi Stanford, prav tako se je skupaj z ostalimi člani krožka udeležil mnogih kongresov na temo filozofije znanosti po evropskih univerzah.

## Prenehanje delovanja krožka in smrt
Delo krožka je postalo močno oteženo leta 1933, ko so v Nemčiji prišli na oblast nacisti. Nemški del članov je večinoma emigriral v ZDA, ostalim pa je delovanje otežil močan porast antisemitizma, saj je bil nezanemarljiv del članov krožka judovskega rodu. Schlick se je kljub nevarnosti odločil, da bo ostal na Dunaju. 
Nekdanji študent Johann Nelböck, ki ga je ustrelil, se je predhodno že zdravil v psihiatrični ustanovi. Obsojen je bil na 10 let ječe za umor Moritza Schlicka, a vendar je bil že po dveh letih z Anschlussom pogojno izpuščen.